# Østre Ringvej (Roskilde)
 For alternative betydninger, se Østre Ringvej. (Se også artikler, som begynder med Østre Ringvej)
 Østre Ringvej er en 6,6 km. to sporet ringvej der går i en bue fra midten af det sydlige Roskilde østover udenom Himmelev og ender nord for Roskilde ved Veddelev . Vejen udgør sammen med Søndre Ringvej (Roskilde) Ring 2 eller O2 og primærrute 6 der går fra Ringstedvej til Frederiksborgvej og mellem Køge og Helsingør. Vejen er med til at lede den tunge trafik som kører nord /syd om byen uden om Roskilde Centrum, så byen ikke bliver belastet af for meget gennemkørende trafik i midtbyen.
Vejen forbinder Køgevej i vest med Frederiksborgvej i øst, og har forbindelse til Køgevej, Astervej, Bymarken, Dagliljevej, Vindingevej, Snebærvej, Københavnsvej, Industrivej, Trekoner Alle, Ravnsholt, Herregårdsvej, Stor Valbyvej, Himmelev Bygade og Frederiksborgvej.